# Wolsdorf
Wolsdorf là một đô thị của huyện Helmstedt, bang Niedersachsen, Đức. Đô thị này có diện tích 13,17 km².